# Bozsok
Bozsok (Duits: Poschendorf) is een plaats (község) en gemeente in het Hongaarse comitaat Vas. Bozsok telt 381 inwoners (2001).